# Amina Claudine Myers
Amina Claudine Myers, née le 21 mars 1942 à Blackwell, Arkansas (États-Unis), est une pianiste, organiste, chanteuse, compositrice et arrangeuse de jazz américaine.

## Biographie
Amina Claudine Myers, est née à Blackwell, dans l'Arkansas, elle est élevée par sa grand-tante, Emma Thomas, qu'elle appelle « maman » et son oncle Buford. C'est au sein de sa famille qu'elle fait ses premiers apprentissages de la musique. Elle commence à étudier le piano classique à la Sacred Hearts Catholic School de Morrilton, en Arkansas.
Pendant ses années d'école primaire, elle est pianiste pour une église locale, et participe à un groupe exclusivement féminin de gospel.
Après des études musicales, elle commence à jouer avec Sonny Stitt et Gene Ammons, avant de rejoindre en 1966 l'AACM à Chicago.
Elle s'installe à New York et joue avec quantité de jazzmen célèbres, notamment Lester Bowie. En 1985, elle se joint au Charlie Haden's Liberation Music Orchestra, tout en continuant à multiplier les collaborations, notamment avec l'Art Ensemble of Chicago et Archie Shepp.

## Enregistrements

### Comme cheffe
- Poèmes pour piano : La musique pour piano de Marion Brown (en) chez (Sweet Earth Records, 1979)
- Song for Mother E (en)[7] avec Pheeroan akLaff chez Leo Records (en), (1980)
- Salut à Bessie Smith (en)[8] (Leo Records (en), 1980)[9]
- Le Cercle du Temps (en) (Black Saint (de), 1983)
- Jumping in the Sugar Bowl (en) (Minor Music, 1984)
- Country Girl (Minor Music (de), 1986)
- Amina (RCA Novus Records (en), 1987)
- In Touch (Novus Records (en), 1989)
- Women In (E)Motion Festival (Tradition & Moderne, enregistré en 1988, sorti en 2004)
- Augmented Variations[10] (Amina C records, 2004)
- Sama Rou (disques Amina C, 2016)

### Ensembles

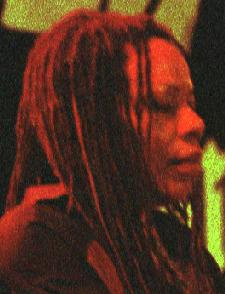
Amina Claudine Myers en 2005

- Avec Muhal Richard Abrams :
  - Lifea Blinec (en) (Arista Novus, 1978)
  - Spihumonesty (en) (Black Saint (de), 1979)
  - Duet (en)[11] (Black Saint (de), 1981)

- Avec l' Art Ensemble de Chicago :
  - Salutes the Chicago Blues Tradition (en) (AECO Records (en), 1993)
- Avec Arthur Blythe :
  - Blythe Spirit (en) (Columbia, 1981)

- Avec Lester Bowie :
  - African Children (en) (Horo Records (en), 1978)
  - The 5th Power (en) (Black Saint (de), 1978)
  - The Organizer (en) (DIW Records (en), 1991)
  - Funky T. Cool T. (en) (DIW Records (en), 1991)

- Avec Frank Lowe :
  - Exotic Heartbreak (en) (Soul Note[12], 1981)

- Avec Kalaparusha Maurice McIntyre (en) :
  - Humility in the Light of the Creator (en) (Delmark Records, 1969)

- Avec Greg Osby :
  - Season of Renewal (en) (JMT Records (de), 1990)

- Avec Jim Pepper :
  - Afro Indian Blues (enregistré en 1991, sorti en 2006)
- Avec Wadada Leo Smith :
  - Central Park's Mosaics of Reservoir, Lake, Paths and Gardens[13] (Red Hook Recordings, 2024)
- Avec Third Rail (James Blood Ulmer et Bill Laswell) :
  - South Delta Space Age (en) (Antilles Records (en), 1995)

- Avec Henry Threadgill :
  - X-75 Volume 1 (en) (1979)
  - Subject to Change (en) (1985)
  - Song Out of My Trees (en) (1994)

- Avec James Blood Ulmer :
  - Blue Blood (en) (Innerythmic, 2000)

## N&R
1. ↑  (en-US) « Full length Bio: Amina Claudine Myers », sur www.companyofheaven.com (consulté le 20 juin 2019)
2. ↑  (en) « The History of Jazz Music. Amina-Claudine Myers: biography, discography, review, links », sur www.scaruffi.com (consulté le 20 juin 2019)
3. ↑  (en-US) « Amina Claudine Myers | Biography & History », sur AllMusic (consulté le 20 juin 2019)
4. ↑  (en-US) Hillary Donnell, « Interview: Pianist Amina Claudine Myers », sur Jazz Right Now (consulté le 20 juin 2019)
5. ↑  (en-US) « Amina Claudine Myers », sur aacm-newyork.com (consulté le 20 juin 2019)
6. ↑  (en-US) « Amina Claudine Myers by George Lewis - BOMB Magazine », sur bombmagazine.org (consulté le 20 juin 2019)
7. ↑  « Song For Mother E, by Amina Claudine Myers », sur Amina Claudine Myers (consulté le 25 novembre 2024)
8. ↑  « Salutes Bessie Smith, by Amina Claudine Myers », sur Amina Claudine Myers (consulté le 25 novembre 2024)
9. ↑  (en-US) Giovanni Russonello, « Amina Claudine Myers, a Singer Who Still Needs No Words », The New York Times,‎ 14 septembre 2018 (ISSN 0362-4331, lire en ligne, consulté le 20 juin 2019)
10. ↑  « Augmented Variations, by Amina Claudine Myers », sur Blue Music Group (consulté le 25 novembre 2024)
11. ↑  « Duet, by Muhal Richard Abrams, Amina Claudine Myers », sur Black Saint (consulté le 25 novembre 2024)
12. ↑  « Soul Note », sur Soul Note (consulté le 25 novembre 2024)
13. ↑  « Central Park's Mosaics of Reservoir, Lake, Paths and Gardens, by Wadada Leo Smith - Amina Claudine Myers », sur Red Hook Records (consulté le 25 novembre 2024)